# Laura Martin (Sängerin)
Laura Martin (* 9. Oktober 1979 in Bad Soden) ist eine deutsche Sängerin mit spanischen Wurzeln, die ab 2009 für mehrere Jahre Frontsängerin der Band Captain Jack war.

## Leben
Laura Martin wuchs in Frankfurt am Main auf und lebt seit 1997 im südlich von Frankfurt gelegenen Vorort Neu-Isenburg. 2000 brachte sie ihre Tochter Taleesa zur Welt.
Bereits als Schülerin sang sie in diversen Bands und war unter anderem bei der Gruppe Sweetbox im Einsatz, bis sie 2009 Frontsängerin der Band Captain Jack wurde.
2007 hatte sie in der vierten Staffel von Deutschland sucht den Superstar (DSDS) mitgewirkt und sich für die Endrunde der Top-10 qualifiziert. Im November 2011 nahm sie an der ersten Staffel von The Voice of Germany teil.
Mit der Band Spanish Music Mafia nahm sie 2014 anlässlich der bevorstehenden Fußball-Weltmeisterschaft in Brasilien das Lied Suando A Camisa auf.